# Antoni Krauze

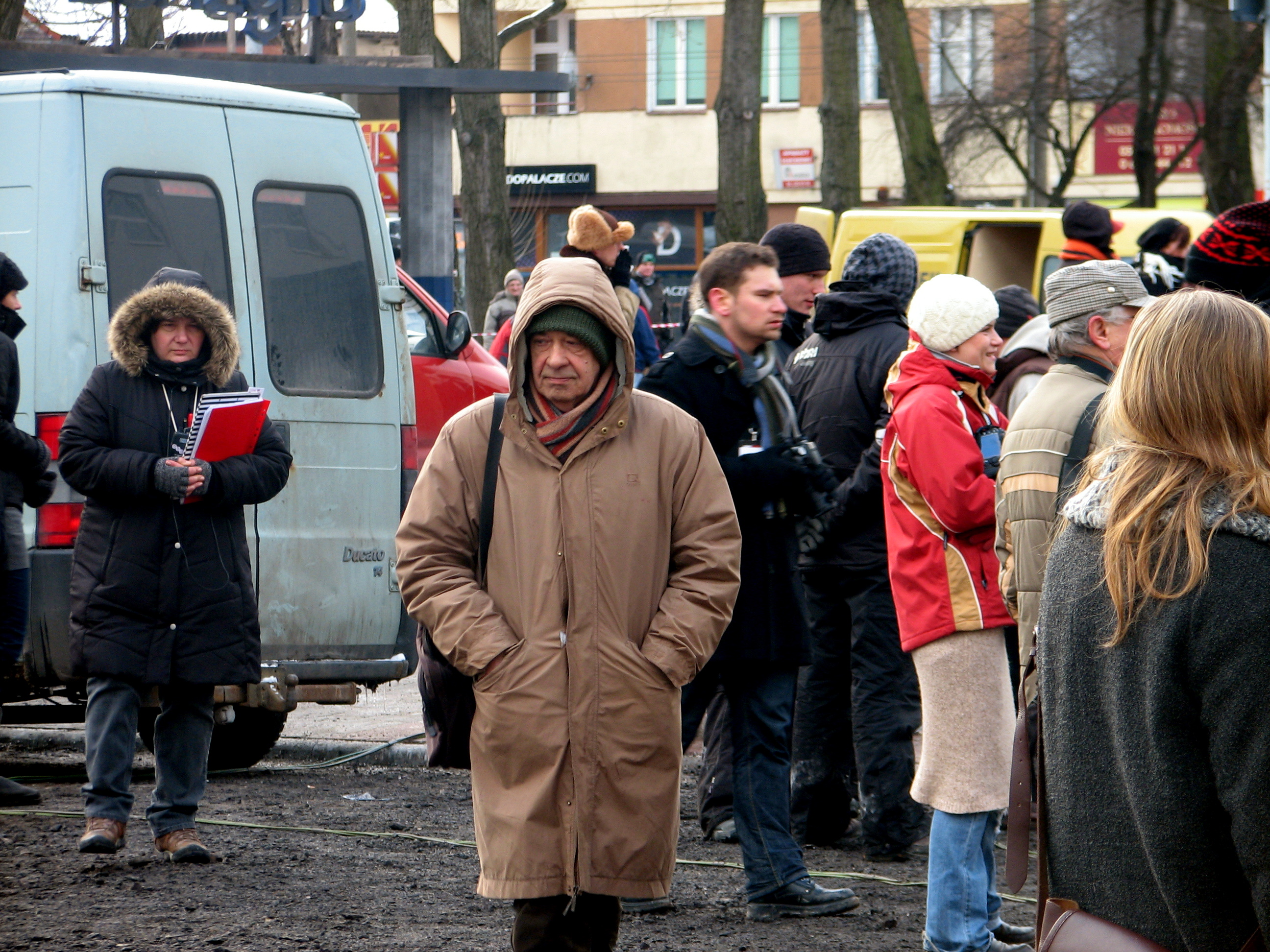
Antoni Krauze (w środku) w Gdyni na planie filmu Czarny czwartek (marzec 2010)

Antoni Krauze (ur. 4 stycznia 1940 w Warszawie, zm. 14 lutego 2018 tamże) – polski reżyser i scenarzysta. Twórca filmów fabularnych oraz realizator licznych obrazów krótkometrażowych, wyprodukowanych głównie przez łódzką Wytwórnię Filmów Oświatowych.

## Życiorys
Studiował w warszawskiej Akademii Sztuk Pięknych, współpracując także ze Studenckim Teatrem Satyryków. W 1966 ukończył studia na Wydziale Reżyserii Państwowej Wyższej Szkoły Teatralnej i Filmowej w Łodzi. Od maja 1968 związany ze Studiem Filmowym „TOR”. Asystent Krzysztofa Zanussiego przy filmie Struktura kryształu. Od 1969 pracował samodzielnie. Zaprzyjaźniony z Piwnicą pod Baranami, brał udział w wielu jej przedsięwzięciach.
Brat grafika Andrzeja Krauzego. Zmarł 14 lutego 2018 w Warszawie w wieku 78 lat. Pogrzeb miał charakter państwowy; został pochowany 20 lutego 2018 w grobowcu rodzinnym na cmentarzu parafialnym w Falenicy - Aleksandrowie.

## Filmografia
- 1966: Skok (dok. film krótkometrażowy, współpraca z Edwardem Żebrowskim)
- 1966: Można lądować (film krótkometrażowy)
- 1967: Konflikty (film krótkometrażowy
- 1967: Cudów nie ma (film krótkometrażowy)
- 1967: W niedzielę (film krótkometrażowy, Nagroda na Festiwalu Filmów Turystycznych)
- 1969: Struktura kryształu (II reżyser)
- 1970: Monidło (film telewizyjny, 35’; scenariusz na podstawie opowiadania Jana Himilsbacha)
- 1970: Kaszëbë (II reżyser, współpraca przy scenopisie)
- 1971: Meta (reżyseria, dialogi; film telewizyjny, 60’; scenariusz Marka Nowakowskiego. Emisja w TVP jesienią 1980 r. Nagroda specjalna jury na FPFF w Gdańsku 1981)
- 1971: Piżama (reżyseria, scenariusz; film telewizyjny, 30’; scenariusz na podstawie opowiadania Leszka Płażewskiego)
- 1972: Palec Boży (reżyseria, scenariusz (z Tadeuszem Zawieruchą); film dla kin, 90’. Nagroda im. A. Munka za najlepszy debiut 1973. Nagroda na LLF w Łagowie oraz na Festiwalu „Młodzi i ekran” w Koszalinie 1973. „Srebrny Lampart” na MFF w Locarno 1974)
- 1975: Strach (reżyseria; film dla kin, 90’; scenariusz Zbigniew Safjan. Nagroda na MFF w San Sebastián 1975)
- 1976: Zaklęty dwór – serial (reżyseria, dialogi; scenariusz na podstawie powieści Walerego Łozińskiego: Andrzej Wydrzyński; serial 7 odc. po 60’)
- 1979: Podróż do Arabii (reżyseria, scenariusz; film dla kin 90’)
- 1980: Party przy świecach (reżyseria; scenariusz na podstawie opowiadania Jana Himilsbacha; film telewizyjny, 60)
- 1981: Stacja (reżyseria; scenariusz Władysław Lech Terlecki; film telewizyjny, 60’)
- 1982: Prognoza pogody (reżyseria, scenariusz na podstawie opowiadania Marka Nowakowskiego „Zdarzenie w miasteczku”; film dla kin, 97’. Grand Prix i Nagroda Młodych (jury studentów włoskich) na Międzynarodowym Festiwalu Filmów Autorskich w San Remo 1987)
- 1988: Dziewczynka z hotelu Excelsior (reżyseria; scenariusz Eustachy Rylski; film dla kin 90’)
- 1989: Koniec świata kormoranów (film dokumentalny o Piotrze Szczepaniku dla TVP, 60’)
- 1990: Tamara (film dokumentalny o Tamarze Kalinowskiej dla TVP, 40’)
- 1991: Co się należy prawdzie (film dokumentalny dla TVP, 60'. Nagroda Główna na FFK w Niepokalanowie 1991)
- 1992: Czyny i rozmowy (film dokumentalny dla TVP, 90’; część I Tarcza i miecz, część II Wina i kara;)
- 1992: Preisner, czyli droga do sukcesu (film dokumentalny o Zbigniewie Preisnerze dla TVP, 50’)
- 1992: Ksiądz Leon (film dokumentalny dla TVP, 30’)
- 1993: Pracownia z portretem artysty (film dokumentalny o prof. Jerzym Mierzejewskim dla TVP, 43’)
- 1993: Wysłannik (film dokumentalny o prof. Jacku Baluchu dla TVP, 40’)
- 1994: Pisarz (film dokumentalny dla TVP, 40’)
- 1995: Akwarium (reżyseria, scenariusz - wraz z Janem Purzyckim - na podstawie powieści Wiktora Suworowa); film dla kin, 140’)
- 1995: Akwarium, czyli samotność szpiega – (reżyseria, scenariusz (wraz z J. Purzyckim); serial telewizyjny – 4 odc. po 50’)
- 1997: Układanie życia (film dokumentalny dla TVP, 54’)
- 1998: Szwed z Wesela, czyli niezdrowo i romantycznie (film dokumentalny o tłumaczu Andersie Bodegårdzie dla TVP, 40'. Nagroda specjalna na XXXII Festiwalu Filmów Dokumentalnych i Krótkometrażowych w Krakowie 1999)
- 1998: Życie wewnętrzne, czyli hobby (film dokumentalny dla TVP, 30’)
- 1999: Okiem cenzora (film dokumentalny dla TVP, 30’)
- 1999: Idąc, spotykając (film dokumentalny o Stanisławie Różewiczu dla TVP, 48’)
- 2000: Jan Zachwatowicz (film dokumentalny dla TVP, 52’)
- 2000: Dlatego zrobiłem film (film dokumentalny dla TVP, 40'. Nagroda Główna na Ogólnopolskim Niezależnym Przeglądzie Filmów Dokumentalnych w Kielcach Wydarzenie NURTu 2001)
- 2001: Piwnica (film dokumentalny dla TVP, 58’)
- 2002: Piwnica pod Baranami Piotra Skrzyneckiego (film dokumentalny na kasetach video i DVD, prod. APF, 185’)
- 2003: W jednym – o przyjaźni, miłości i śmierci Janiny Garyckiej (film dokumentalny o Janinie Garyckiej dla TVP, 42’. Nagroda TV Planete dla najlepszego filmu polskiego i nagroda TV Kino Polska na XLIV Festiwalu Filmów Dokumentalnych i Krótkometrażowych w Krakowie 2004)
- 2004: STS (film dokumentalny dla TVP, 42’
- 2004: Do Potomnego (fabularyzowany film dokumentalny, prod. WFDiF, 53’)
- 2004: Ćwiczenia z niepamięci (film dokumentalny o Januszu Morgensternie dla TVP, 53’)
- 2005: Nie wiem, jak to się skończy – (film dokumentalny dla TVP, 38’)
- 2005: Radość pisania (film dokumentalny o Wisławie Szymborskiej dla TVP, 52’)
- 2011: Czarny czwartek (reżyseria; film fabularny dla kin)
- 2016: Smoleńsk (reżyseria; film fabularny dla kin)

## Odznaczenia i wyróżnienia
- Krzyż Wielki Orderu Odrodzenia Polski – pośmiertnie (2018)[5][6]
- Krzyż Komandorski Orderu Odrodzenia Polski (2015, za wybitne zasługi w pracy artystycznej i twórczej)[7][8]
- Nagroda im. Andrzeja Munka za najlepszy debiut w 1973
- Nagroda specjalna jury za całokształt twórczości na Międzynarodowym Festiwalu Filmów Autorskich w San Remo (1988)[1]
- Nagroda im. Prezydenta Lecha Kaczyńskiego (2017, ponadto wyróżniony Andrzej Krauze)[9]
- Złoty Medal „Zasłużony Kulturze Gloria Artis” (2016)
- Nagroda Miasta Stołecznego Warszawy (2012)[10]